# مجزرة عائلة الرملاوي (25 أكتوبر 2023)
مجزرة عائلة الرملاوي (3 نوفمبر 2023) هي مجزرةٌ ارتكبها سلاح الجوّ الإسرائيلي حينما أغارَ على منزل يتبع لعائلة الرملاوي. وخلال ساعات العصر الأولى ليوم الأربعاء الموافق 25 أكتوبر 2023 قام سلاح الجو بشن سلسلة غارات استهدفت برج التاج هوم 3 في شارع الجلاء الموجود بوسط مدينة غزة، واستهدفت هذه الغارات برج التاج بشكل مباشر. هذه المجزرة من ضمن عدة مجازر وقعت خلال عملية طوفان الأقصى. تسبّبت هذه المجزرة الإسرائيليّة والتي استهدفت برج التاج هوم 3 الذي يضم عدد من المدنيين إلى استشهاد أكثر من 19 شهيداً من عائلة الرملاوي وجميعهم من عائلة واحدة.

## خلفية الحدث
في ساعاتِ الصباح الأولى من يوم السابع من أكتوبر 2023 أطلقت حركة المقاومة الإسلامية حماس عبر ذراعها العسكري كتائب الشهيد عز الدين القسام عملية طوفان الأقصى وذلك ردًا على الاعتداءات الإسرائيلية وتدنيس الأقصى والاستمرار في الاستيطان، كما أكّد على ذلك محمد الضيف القائد العام للقسّام والذي أعطى إشارة انطلاق العمليّة التي شهدت اقتحامًا من المقاومين لمستوطنات غلاف غزة ونجحوا في قتلِ عدد كبيرٍ من الجنود الإسرائيلين، وأسر عشرات آخرين كما استطاعوا خلال ساعات قطع عشرات الكيلومترات ووصلوا لمستوطنات أبعد من تلك المحيطة والقريبة من قطاع غزة.
استمرَّت الاشتباكات بين الجيش الإسرائيلي وبين المقاومين في عديد من المستوطنات وعلى رأسها مستوطنة سديروت. الرد الإسرائيلي على هذه العمليّة جاء من خلال شنّ سلاح الجو الإسرائيلي عشرات الغارات العشوائيّة على القطاع متسبّبة في مقتل عشرات المدنيين وتدمير البنية التحتية لمدن القطاع، ليصل حد فرض إغلاق شامل وقطع متعمد لكل الخدمات من ماء وكهرباء وغاز، وهو ما هدَّد حياة أكثر من مليونَي فلسطيني يعيشُ داخل القطاع الذي يُعاني أصلًا من تبعات الحصار الخانق عليهم منذ ستة عشر عاماً.

## الضحايا
1. ألينا الرملاوي
2. رامي الرملاوي
3. رنا الرملاوي
4. ريتال الرملاوي
5. ملاك الرملاوي
6. جودي الرملاوي
7. أنس الرملاوي
8. عامر الرملاوي
9. إبراهيم عامر الرملاوي
10. ربا عامر الرملاوي
11. سعيد الرملاوي
12. مسرة الرملاوي
13. عامر الرملاوي
14. محمد الرملاوي
15. عبير الرملاوي
16. نور الرملاوي
17. ياسمين الرملاوي
18. هبة الرملاوي
19. عطاف الرملاوي